# Притыкинская
Притыкинская — деревня в Вельском районе Архангельской области. Имеет неофициальное название «Берег». Входит в состав Муниципального образования «Пежемское»

## География
Деревня расположена на левом берегу реки Пежма в месте впадения притока Луденьга. Ближайшие населённые пункты — Елинская на западе и Семёновская на северо-западе. В полутора километрах на восток расположена деревня Федьково. Расстояние до административного центра поселения, села Пежма, составляет 4 км пути на автотранспорте. Расстояние до железнодорожной станции в городе Вельск — 27 км.
Часовой пояс
Притыкинская, как и вся Архангельская область, находится в часовой зоне МСК (московское время). Смещение применяемого времени относительно UTC составляет +3:00.

## Население
| 2002 | 2010 | 2012 | 2014 |
| ---- | ---- | ---- | ---- |
| 153  | ↘128 | ↗131 | ↗146 |

## История
Указана в «Списке населённых мест по сведениям 1859 года» в составе Вельского уезда Вологодской губернии под номером «2116» как «Притыкино(Берегъ)». Насчитывала 16 дворов, 54 жителя мужского пола и 65 женского.
В материалах оценочно-статистического исследования земель Вельского уезда упомянуто, что в 1900 году в административном отношении деревня входила в состав Богоявленского сельского общества Никифоровской волости. На момент переписи в селении Притыкинская(Берегъ) находилось 36 хозяйств, в которых проживало 108 жителей мужского пола и 110 женского.

## Достопримечательности
Часовня Иконы Божией Матери Казанская — Деревянная, обшитая тёсом, часовня 1909 года постройки. В 1930-х годах закрыта и использовалась как склад. В 1990 году отреставрирована